# ITF Rancho Santa Fe
Das ITF Rancho Santa Fe (offiziell: Fresh Start Women’s Open, vormals: Fresh Start Women’s Open) ist ein Tennisturnier des ITF Women’s Circuit, das in Rancho Santa Fe, Kalifornien, auf Hartpätzen ausgetragen wird.

## Siegerliste

### Einzel
| Jahr                   | Siegerin                  | Finalgegnerin    | Ergebnis       |
| ---------------------- | ------------------------- | ---------------- | -------------- |
| ↓ Kategorie: $25.000 ↓ |                           |                  |                |
| 2011                   | Michelle Larcher de Brito | Madison Brengle  | 3:6, 6:4, 6:1  |
| 2012                   | Julia Boserup             | Lauren Davis     | 6:0, 6:3       |
| 2013                   | Madison Brengle           | Nicole Gibbs     | 6:1, 6:4       |
| 2014                   | Tamira Paszek             | Shūko Aoyama     | 6:1, 6:1       |
| 2015                   | Catherine Bellis          | Maria Sanchez    | 6:2, 6:0       |
| 2016                   | Zhang Shuai               | Vania King       | 1:6, 7:5, 6:4  |
| 2017                   | Bianca Andreescu          | Kayla Day        | 6:4, 6:1       |
| 2018                   | Asia Muhammad             | Kurumi Nara      | 6:4, 2:6, 7:63 |
| ↓ Kategorie: W25 ↓     |                           |                  |                |
| 2019                   | Nicole Gibbs              | Kristie Ahn      | 6:2, 6:3       |
| 2020                   | You Xiaodi                | Rebecca Šramková | 6:4, 7:65      |
| ↓ Kategorie: W60 ↓     |                           |                  |                |
| 2021                   | Rebecca Peterson          | Elvina Kalieva   | 6:4, 6:0       |
| ↓ Kategorie: W80 ↓     |                           |                  |                |
| 2022                   | Marcela Zacarías          | Katrina Scott    | 6:1, 6:2       |
| ↓ Kategorie: W60 ↓     |                           |                  |                |
| 2023                   |                           |                  | demnächst      |

### Doppel
| Jahr                   | Siegerinnen                          | Finalgegnerinnen                       | Ergebnis          |
| ---------------------- | ------------------------------------ | -------------------------------------- | ----------------- |
| ↓ Kategorie: $25.000 ↓ |                                      |                                        |                   |
| 2011                   | Julie Ditty Mervana Jugić-Salkić     | Shūko Aoyama Remi Tezuka               | 6:0, 6:2          |
| 2012                   | Maria Sanchez Yasmin Schnack         | Iryna Burjatschok Elizaveta Jantschuk  | 7:64, 4:6, [10:8] |
| 2013                   | Asia Muhammad Allie Will             | Anamika Bhargava Macall Harkins        | 6:1, 6:4          |
| 2014                   | Samantha Crawford Xu Yifan           | Danielle Lao Keri Wong                 | 3:6, 6:2, [12:10] |
| 2015                   | Samantha Crawford Asia Muhammad      | İpek Soylu Nina Stojanović             | 6:0, 6:3          |
| 2016                   | Asia Muhammad Taylor Townsend        | Jessica Pegula Carol Zhao              | 6:3, 6:4          |
| 2017                   | Kayla Day Caroline Dolehide          | Anhelina Kalinina Chiara Scholl        | 6:3, 1:6, [10:7]  |
| 2018                   | Kaitlyn Christian Sabrina Santamaria | Eva Hrdinová Taylor Townsend           | 6:76, 6:1, [10:6] |
| ↓ Kategorie: W25 ↓     |                                      |                                        |                   |
| 2019                   | Hayley Carter Ena Shibahara          | Francesca Di Lorenzo Catherine McNally | 7:5, 6:2          |
| 2020                   | Kayla Day Sophie Whittle             | Eudice Chong You Xiaodi                | 6:2, 5:7, [10:7]  |
| ↓ Kategorie: W60 ↓     |                                      |                                        |                   |
| 2021                   | Katarzyna Kawa Tereza Mihalíková     | Liang En-shuo Rebecca Marino           | 6:3, 4:6, [10:6]  |
| ↓ Kategorie: W80 ↓     |                                      |                                        |                   |
| 2022                   | Elvina Kalieva Katarzyna Kawa        | Giuliana Olmos Marcela Zacarías        | 6:1, 3:6, [10:2]  |
| ↓ Kategorie: W60 ↓     |                                      |                                        |                   |
| 2023                   |                                      |                                        | demnächst         |

## Quelle
- ITF Homepage